# 샹구스
샹구스(Shangus)는 인도 잠무 카슈미르 카슈미르 지방 아난트나그구(en:Anantnag district)의 마을, 나가르 판차야트(en:Nagar Panchayat), 테실(en:tehsil)이다. 아차발(en:Achabal)에서 4.5km 정도 떨어져있다.

## 인구
2011년 인도 인구조사(en:2011 Indian census)에서 샹구스 마을은 7,875명으로, 샹구스 테실은 74,103명으로 집계되었다.

## 정치
샹구스는 잠무 카슈미르 의회의 샹구스 선거구(Shangus state assembly constituency), 로크 사바 (인도 하원)의 아난트나그 선거구(en:Anantnag (Lok Sabha constituency))에 속해있다.

## 참고 문서
- 아킹감(영어판)
- 아난트나그(영어판)